# Greenback (moneta)

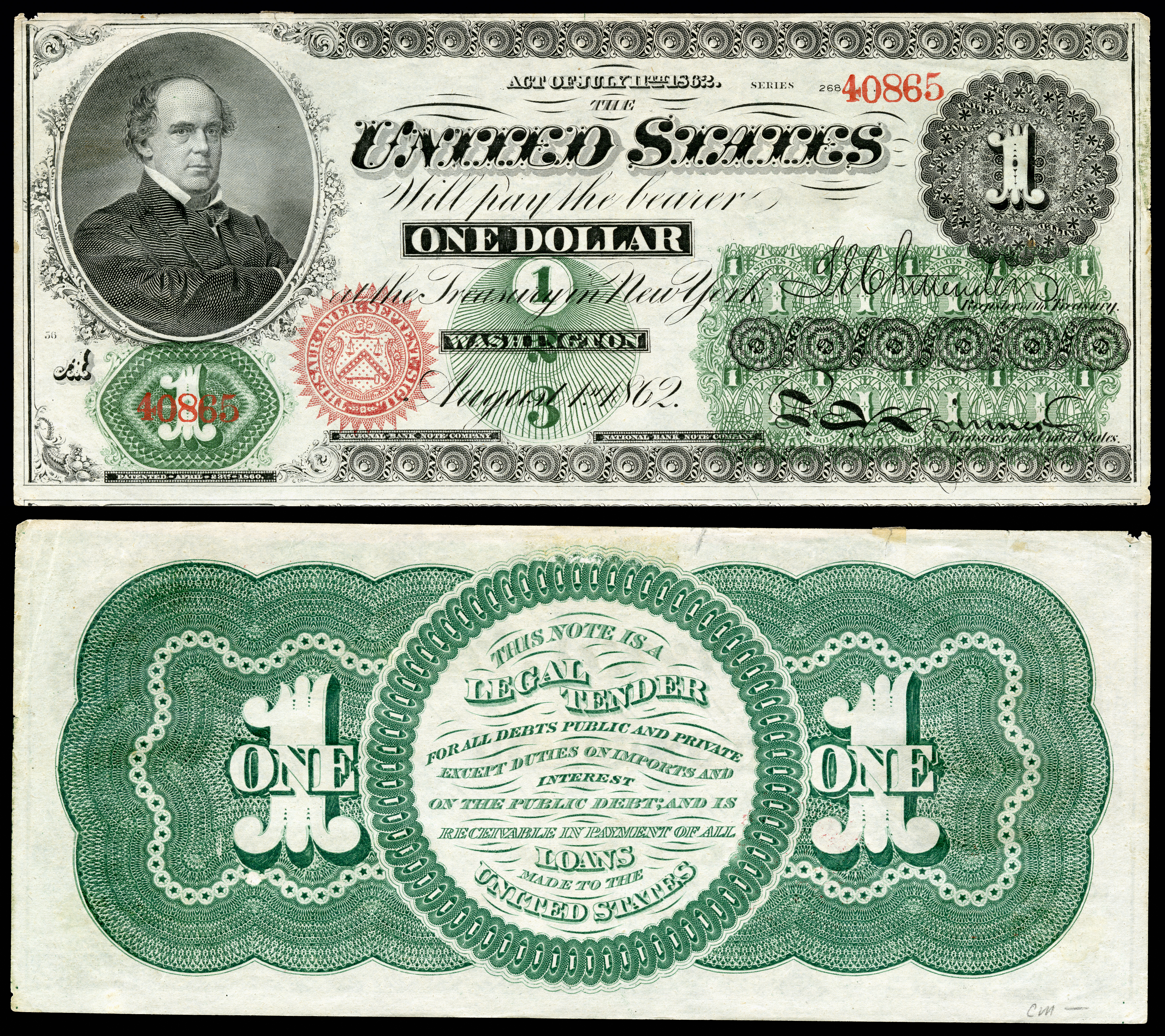
Banconota

I greenbacks (in inglese biglietti verdi) furono una valuta di emergenza sotto forma di banconote emesse dagli Stati Uniti durante la guerra civile americana, che avevano il retro di colore verde (da cui il nome).
Circolarono in due forme: come Demand Notes (emesse nel 1861-1862) e United States Notes (emesse nel 1862-1865).